# Haasea flavescens
Haasea flavescens ist eine Art der zu den Doppelfüßern gehörenden Samenfüßer und vorwiegend in den Alpen verbreitet, kommt aber auch in einigen Mittelgebirgen weiter nördlich vor.

## Merkmale
Die Körperlänge beträgt 7–12 mm. Die Färbung des Körpers ist hellbraun bis gelblich. Der Körper besteht aus 30 Körperringen mit kleinen Seitenbuckeln, insgesamt wirkt er relativ glatt und wurmartig. Die Borsten sind mindestens so lang wie ein halber Körperring und „wirr“ (im Gegensatz zu den „gekämmten“ Borsten bei Mastigophorophyllon saxonicum, Mastigona bosniensis oder Haploporatia eremita). Am Kopf befinden sich 12–13 Ommatidien je Seite. Von der sehr ähnlichen Art Haasea germanica unterscheidet sich H. flavescens vor allem durch die Anzahl der Körperringe. H. germanica besitzt nur 28 Körperringe. Zudem weist der Keratit der Gonopoden von H. flavescens viele kleine Zähne auf, bei H. germanica sind es wenige große Zähne.
Die Jugendstadien von Haasea ähneln denen von Craspedosoma und Mastigona, bei Mastigona befindet sich auf dem Rücken jedoch ein heller Längsstreifen, der den anderen Gattungen fehlt.

## Verbreitung
Bei Haasea flavescens handelt es sich um eine Alpenart, die nördlich bis in die Mittelgebirge vorkommt. Bekannt ist sie aus den Ländern Schweiz, Österreich, Deutschland, Luxemburg, Frankreich, Italien, Tschechien, Polen, Slowakei und Ungarn (bis südöstlich von Budapest). In Deutschland erreicht die Art ihre Nordgrenze. Hauptsächlich ist die Art in den Alpen verbreitet, vom Genfersee im Westen bis zum Ostrand der Alpen und im Süden gerade noch Norditalien erreichend. Daneben gibt es nordwestlich der Alpen Funde aus den Vogesen in Frankreich und den Ardennen in Luxemburg. Nordöstlich der Alpen dringt die Art vor allem zwischen Deutschland, Tschechien, Österreich und Polen noch deutlich in den Norden vor.
In Deutschland kommt die Art im Bergisch-Sauerländischen Unterland in Nordrhein-Westfalen vor, im Odenwald in Südhessen, im Harz in Sachsen-Anhalt (nördlichstes Vorkommen der Art generell), im südlichen und östlichen Thüringen, in Sachsen mit Ausnahme des Nordwestens und Nordostens, in Bayern mit Ausnahme des Nordwestens bis Westens und in Baden-Württemberg, hier in der Schwäbischen Alb zwischen Stuttgart und Ulm und im äußersten Süden, vom südlichen Schwarzwald im Westen bis zur bayerischen Grenze im Osten. In Bayern ist die Art vor allem entlang der Alpen und im Bayerischen Wald zu finden, kommt aber stellenweise auch zentraler vor (Grenzgebiet Oberfranken, Mittelfranken und Oberpfalz bis weiter in die Oberpfalz hinein sowie zwischen München und Augsburg (Oberbayern und Schwaben)). Die Verbreitung in Deutschland deckt sich mit den Gebirgen und Mittelgebirgen. Neuere Funde liegen nur aus dem Südosten bis Osten Deutschlands vor.
Die Alpenart breitete sich während der Eiszeiten beim Vordringen der Gletscher bis ins Mittelgebirge aus, wobei ihre ökologische Valenz es ihr ermöglichte, beim Zurückweichen der Gletscher diese größeren zusammenhängenden außeralpinen Areale beizubehalten.
In Deutschland gilt die Art als sehr selten, ist aber ungefährdet.

## Lebensraum
Haasea flavescens gilt als alpin bis montan verbreitete Art kühl-feuchter Wälder. In Sachsen wird die Art besonders in engen kühlen Schluchtwäldern und Blockhalden gefunden, in Baden-Württemberg kommt sie unter anderem in Fichtenwäldern vor und in Bayern ist sie auch in Höhlen zu finden. Die Tiere finden sich in ihren Lebensräumen vor allem unter Laub, Steinen und Rinde alter Stubben.

## Taxonomie
Die Art wurde 1884 von Robert Latzel als Craspedosoma flavescens erstbeschrieben. Weitere Synonyme lauten:
- Deuterohaasea flavescens (Latzel, 1884)
- Haasea pinivaga (Verhoeff, 1901)
- Heterohaasea flavescens (Latzel, 1884)
- Orobainosoma flavescens (Latzel, 1884)
- Orobainosoma pinivagum Verhoeff, 1901
- Rhopalogona flavescens (Latzel, 1884)
- Xiphogona flavescens (Latzel, 1884)

Die Gattung Haasea besteht aus knapp 20 Arten und bildet die Unterfamilie Haaseinae innerhalb der Familie Haaseidae, zu der noch die Unterfamilie Hylebainosomatinae mit den Gattungen Hylebainosoma und Xylophageuma gehört.